# Bělá (vattendrag i Tjeckien, Vysočina, lat 49,47, long 15,24)
Bělá är ett vattendrag i Tjeckien.   Det ligger i regionen Vysočina, i den centrala delen av landet, 90 km sydost om huvudstaden Prag.